# Fabian Abfalter
Fabian Abfalter (Innsbruck, 27 luglio 1997) è un giocatore di football americano austriaco, di ruolo wide receiver.
Ha sempre giocato ai Tirol Raiders, prima nel campionato austriaco e poi nel campionato semiprofessionistico ELF

## Palmarès
- Austrian Bowl (Tirol Raiders: 2015, 2016, 2018, 2019, 2021)
- CEFL Bowl (Tirol Raiders: 2017, 2018, 2019)